# Pumicita
|  | No s'ha de confondre amb putzolana. |

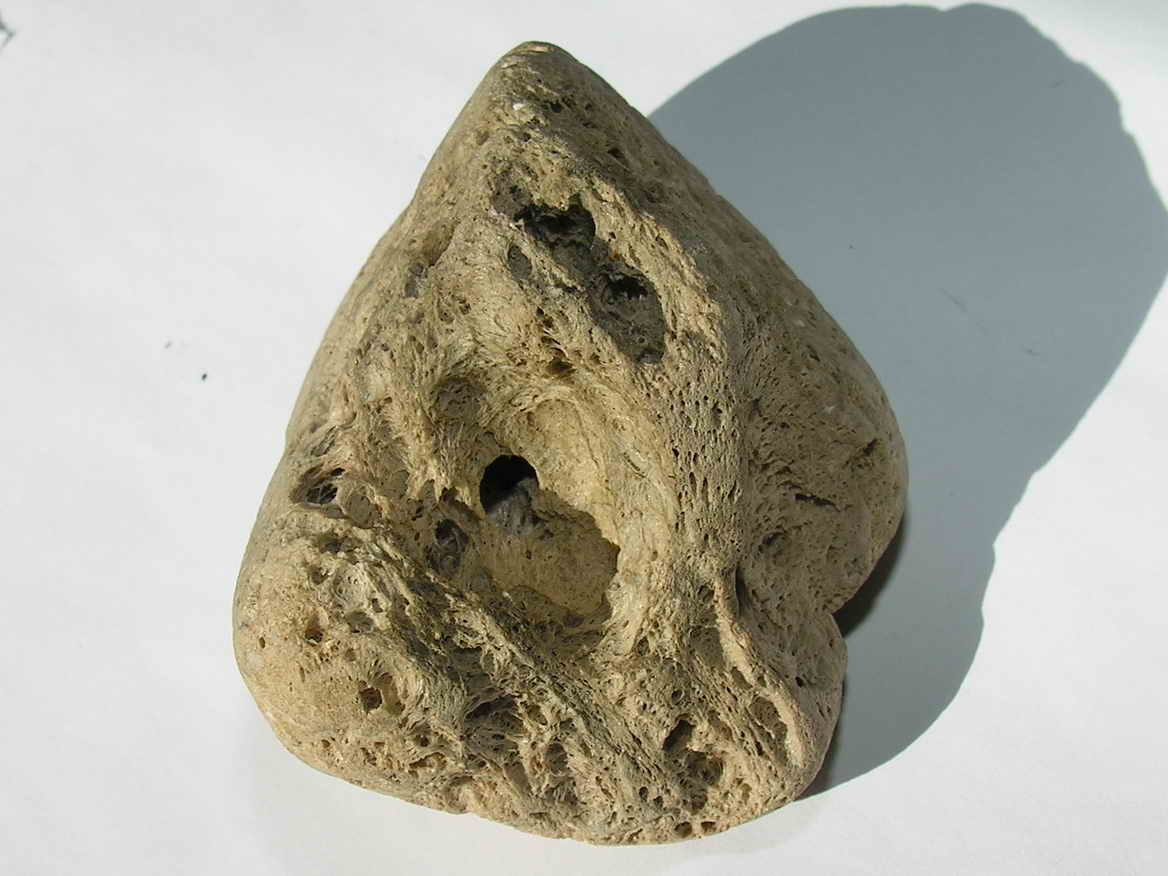
Pumicita.

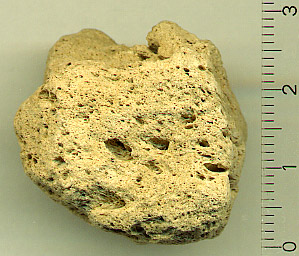
Exemplar de pumicita d'elevada porositat provinent del volcà del Teide a Tenerife, Illes Canàries. Densitat aproximada de 0.25 g/cm³. Escala en cm.

La pumicita és una roca d'origen volcànic, provinent de magmes silícics o intermediaris, d'aspecte vitri vesicular i molt porosa. Té una baixa densitat, freqüentment inferior a 1, la qual cosa li permet de surar a la superfície de l'aigua. És de color blanc o gris.
El nom prové del llatí pumex, pumicis, i també es coneix com tosca, pedra tosca o pedra pòmex; també anomenada vulgarment pedra surera.
Abunda a les zones on hi ha hagut explosions volcàniques, sobretot del tipus piroclàstiques. Les pluges de pedra tosca són freqüents a les erupcions de tipus vesuvià, on arriben a sepultar grans extensions de terreny, i fins i tot a trencar teulades per cúmul.

## Mineralogia
Pot ser formada per riolita, dacita o andesita. Generalment presenta unes colors suaus, entre les quals sovintegen els blancs, groguencs, grisos, marrons grisosos, i vermells pàl·lids. Té una porositat mitjana del 90% i una densitat o massa volúmica mitjana de 910 kg/m³, que essent inferior a la de l'aigua, li permet de surar-hi. La versió basàltica és coneguda amb el nom d'escòria. Es considera com un vidre volcànic, car no presenta estructura cristal·lina.

## Formació
En la seva formació, la lava projectada a l'aire és sotmesa a una gran descompressió. A conseqüència d'això una desgasificació fa que restin espais buits separats per primes parets de vidre volcànic. És una roca efusiva jove, de terciària a recent, que conté feldespat potàssic, quars i plagiòclasi, pasta de gra fi a vitri en les quals cristalls de biotita formen fenocristalls.
La pedra tosca és formada a temperatures de l'ordre de 500 a 600 °C. La lava projectada en l'aire es refreda molt ràpidament i la caiguda de pressió entrena un desgasament que forma bombolles, d'on la porositat i la baixa densitat de la pedra. La forma la més avançada de tosca és la reticulita que forma literalment una escuma.
La ciutat romana de Pompeia és coberta de pedra tosca fonolita.

## Utilització
La indústria química la fa servir com a absorbent de l'aigua circumdant, la qual cosa permet d'isolar l'aigua d'altres elements, o com a regulador de l'ebullició de certes reaccions. La seva microporositat suposada regular i perfecta que la fa plena de bombolletes d'aire arriba a fer engegar la formació de bombolles de gas en el si del líquid escalfat.
La pumicita també es fa servir per a la fabricació de formigó lleuger. Quan es fa servir com a additiu del ciment, una versió de gra molt fi anomenada pozzolana es barreja amb calç per a formar un formigó lleuger, llis i pastós, de pasta fina semblant a l'escaiola. Aquesta forma de formigó ja es feia servir en els temps dels antics romans.
També es fa servir d'ençà de molt de temps com a abrasiu, en el poliment, per exemple el poliment fi de la fusta envernissada.
La pols de pedra tosca més o menys fina es va utilitzar durant molt de temps per al manteniment de la casa, fins als anys setanta a França. S'utilitzava com a pols detergent per a aigüeres, per exemple, com a pols per a ganivets per a polir-ne les fulles.
També s'empra àmpliament en exfoliants cosmètics. Les pedres de pumicita s'usen sovint en salons de bellesa o de hammam durant la pedicura, per tal de llevar les callositats (excés de pell del taló i planta dels peus, dels colzes), així com per les durícies. Es ven també per a aquest ús sota forma de pedres emmotllades.
S'usa com un abrasiu, en netejavidres, gomes d'esborrar, cosmètics exfoliants, i la producció de jeans gastats (dits en anglès stone washed). Mòlta, s'afegeix a alguns dentifricis i per a la neteja de mans (com el sabó lava), com un lleu abrasiu.
La seva important capacitat d'absorció li permet d'emmagatzemar l'aigua i nutrients necessaris per a mantenir la bona salut dels bonsai, ús en el qual troba una altra aplicació. És més i més utilitzada al detriment de l'akadama en raó dels seus resultats notables.
Els principals països productors són Itàlia i Turquia seguits d'Iran, de Grècia i de Síria per a una producció mundial de 17 milions de tones.

## Curiositats
Els anys 1979, 1984 i 2006, erupcions volcàniques submarines a prop de les illes Tonga van crear grans bosses de pumicita, algunes de fins a 30 km de grandària, que van anar surant a centenars de quilòmetres fins a les illes Fidji.
Després de l'explosió del Krakatoa, grans blocs de pumicita de fins a 25 metres de llargària van flotar sobre l'Oceà Pacífic durant un parell d'anys, en alguns hi van créixer palmeres i vegetació.